# Bahrain 10–0 Indonesia
Vào ngày 29 tháng 2 năm 2012, hai đội tuyển bóng đá quốc gia Bahrain và Indonesia đã đối đầu với nhau trong khuôn khổ vòng loại thứ ba Giải vô địch bóng đá thế giới 2014 khu vực châu Á. Trận đấu được diễn ra tại Sân vận động Quốc gia Bahrain ở Riffa (Bahrain), và kết thúc với chiến thắng đậm nhất của Bahrain và thất bại đậm nhất của Indonesia. Trận đấu này được biết đến nhờ cuộc điều tra được FIFA tiến hành sau đó.
Trước trận đấu này, Bahrain cần ghi chín bàn và hy vọng Qatar bại trận trước Iran để vượt qua Qatar và giành quyền vào vòng tiếp theo. Tuy nhiên, với việc Qatar có bàn gỡ hòa ấn định tỷ số 2–2 ở phút 83, chiến thắng 10–0 của Bahrain trở nên không còn ý nghĩa và do đó họ chính thức bị loại khỏi vòng loại.

## Trước trận đấu
Bảng xếp hạng (bảng E) trước ngày thi đấu cuối cùng:
| Đội       | ST | T | H | B | BT | BB | HS  | Đ  |
| --------- | -- | - | - | - | -- | -- | --- | -- |
| Iran      | 5  | 3 | 2 | 0 | 15 | 3  | +12 | 11 |
| Qatar     | 5  | 2 | 3 | 0 | 8  | 3  | +5  | 9  |
|           |    |   |   |   |    |    |     |    |
| Bahrain   | 5  | 1 | 3 | 1 | 3  | 7  | −4  | 6  |
| Indonesia | 5  | 0 | 0 | 5 | 3  | 16 | −13 | 0  |

Indonesia đã để thua cả năm trận đấu ở vòng loại, thủng lưới tới 16 bàn. Những mâu thuẫn nội bộ trong liên đoàn bóng đá nước này đã cản trở việc thi đấu của tất cả các tuyển thủ quốc gia tại Indonesia Super League. Thay vào đó, họ chỉ cử những cầu thủ chơi ở Indonesian Premier League, mặc dù các cầu thủ được xem là tốt hơn và giàu kinh nghiệm hơn thi đấu ở Indonesia Super League.
Trong sáu lần gặp nhau trước trận, mỗi đội thắng hai trận và hòa hai trận. Cả hai đội đã gặp nhau trước đó ở vòng loại này trên Sân vận động Gelora Bung Karno ở Jakarta (Indonesia), với chiến thắng 2–0 thuộc về Bahrain. Trước vòng loại, lần gặp nhau gần nhất giữa hai đội diễn ra trong khuôn khổ vòng bảng Cúp bóng đá châu Á 2007 vào ngày 10 tháng 7 năm 2007, khi đó Indonesia (đồng chủ nhà của giải đấu) đã thắng 2–1.
Với việc Indonesia đã sớm bị loại và khoảng cách giữa Bahrain và vị trí nhì bảng là đúng ba điểm, Bahrain cần phải thắng với cách biệt chín bàn mới có cơ hội đi tiếp.

## Trận đấu

### Tóm tắt
Indonesia khởi đầu trận đấu với một đội hình thiếu kinh nghiệm, không có cầu thủ nào có trên 12 lần khoác áo đội tuyển quốc gia. Đây cũng là trận ra mắt quốc tế của tám cầu thủ trong đội hình xuất phát của Indonesia (trừ Syamsidar, Irfan Bachdim và Ferdinand Sinaga).
Indonesia sớm nhận bàn thua khi thủ thành Syamsidar của họ phải nhận thẻ đỏ ngay trong ba phút đầu tiên. Sau khi Bahrain thực hiện thành công quả phạt đền, họ tiếp tục được hưởng tổng cộng bốn quả phạt đền trong trận đấu, trong đó có ba quả trong hiệp một, mặc dù thủ môn vào sân thay người của Indonesia Andi Muhammad Guntur đã cản phá được hai trong số đó.

### Chi tiết
| Bahrain | 10–0     | Indonesia |
| --- | -------- | --------- |
| - Abdullatif 5' (ph.đ.), 71', 75' - Al Alawi 16', 61' - Abdulrahman 35' (ph.đ.), 42' - Saeed 63', 82', 90+4' | Chi tiết |           |

| GK               | 1  | Sayed Mohammed Jaffer   |  |       |
| CB               | 3  | Abdulla Al-Marzooqi     |  |       |
| CB               | 5  | Saleh Abdulhameed       |  |       |
| CB               | 2  | Waleed Al Hayam         |  |       |
| RM               | 15 | Abdullah Omar           |  |       |
| CM               | 7  | Abdulwahab Al-Safi      |  |       |
| CM               | 4  | Sayed Dhiya Saeed       |  |       |
| LM               | 13 | Mahmood Abdulrahman     |  | 90+2' |
| RF               | 10 | Mohammed Tayeb Al Alawi |  |       |
| CF               | 11 | Ismail Abdullatif       |  |       |
| LF               | 14 | Salman Isa (c)          |  |       |
| Cầu thủ dự bị:   |    |                         |  |       |
| MF               | 18 | Fahad Hasan             |  | 90+2' |
| Huấn luyện viên: |    |                         |  |       |
| Peter Taylor     |    |                         |  |       |

| GK               | 1  | Syamsidar (c)        | 3'  |     |
| RB               | 15 | Diego Michiels       | 30' |     |
| CB               | 13 | Gunawan Dwi Cahyo    |     | 68' |
| CB               | 22 | Abdul Rahman         | 84' |     |
| LB               | 11 | Aditya Putra Dewa    |     | 61' |
| DM               | 8  | Muhammad Taufiq      |     |     |
| RM               | 14 | Hengky Ardiles       |     |     |
| CM               | 19 | Slamet Nurcahyono    |     | 4'  |
| CM               | 6  | Rendi Irwan          |     |     |
| LM               | 10 | Irfan Bachdim        |     |     |
| CF               | 17 | Ferdinand Sinaga     |     |     |
| Cầu thủ dự bị:   |    |                      |     |     |
| GK               | 12 | Andi Muhammad Guntur |     | 4'  |
| DF               | 7  | Ricky Ohorella       |     | 61' |
| DF               | 23 | Wahyu Wijiastanto    |     | 68' |
| Huấn luyện viên: |    |                      |     |     |
| Aji Santoso      |    |                      |     |     |

| Trợ lý trọng tài: Ziad Birak (Liban) Hadi El Kassar (Liban) Trọng tài thứ tư: Radwan Ghandour (Liban) |

## Kết quả
Trận thua 0–10 trước Bahrain đã phá vỡ kỷ lục thất bại đậm nhất trong lịch sử của đội tuyển quốc gia Indonesia (kỷ lục cũ là trận thua 0–9 trước Đan Mạch diễn ra vào năm 1974). Sau trận đấu, Indonesia kết thúc vòng ba với thành tích kém nhất trong số 20 đội tham dự, không ghi được một điểm nào và nhận tổng cộng 26 bàn thua. Bahrain cũng kết thúc vòng loại với hai trận thắng, ba trận hòa và một trận thua.